# 无毛老牛筋
无毛老牛筋（学名：Arenaria juncea var. glabra）为石竹科无心菜属下的一个变种。